# Lane-Emdenvergelijking
De Lane-Emdenvergelijking is een vergelijking genoemd naar Jonathan Homer Lane en Robert Emden en beschrijft een vereenvoudigd sferisch symmetrisch model van een gasbol die onderhevig is aan zwaartekracht, die voldoet aan het fysisch principe van hydrostatisch evenwicht, en waarin de normale gaswet vervangen is door de polytrooprelatie, die een direct verband oplegt tussen druk en dichtheid zonder effect van de temperatuur. De Lane-Emdenvergelijking bevat de synthese van deze drie fysische principes. Deze modellen bevatten een vrije parameter, de polytroopindex. De keuze van deze parameter bepaalt het gebruik van het model als eenvoudig stermodel, volledig convectief of volledig in stralingsevenwicht, of als model voor de verdeling van sterren in een bolvormige sterrenhoop. Deze polytroopsterren zijn te eenvoudig voor professioneel gebruik maar bieden wel een zeker fysisch inzicht, en zijn ook op eenvoudige wijze te programmeren.

## Fysische principes
Het polytroopmodel van (bijvoorbeeld) een ster steunt op drie fysische principes:

### Hydrostatisch evenwicht
Voor de afleiding van de formule, zie het desbetreffende artikel over hydrostatisch evenwicht. Deze vergelijking beschrijft het verloop van de druk doorheen de gaskogel:
{\displaystyle dP(r)\,=\,-\,G\,{\frac {M_{r}\,\rho (r)}{r^{2}}}\,dr}
waarin:
- P(r): de druk op afstand r van het stercentrum
- G : de universele gravitatieconstante
- {\displaystyle M_{r}}: de hoeveelheid massa binnen een bol met straal r
- {\displaystyle \rho (r)}: de dichtheid op afstand r van het stercentrum

### Massavergelijking
Dit is eveneens een differentiaalvergelijking die de toename van de massa als functie van de afstand r van het stercentrum beschrijft. Een boloppervlak op afstand r van het stercentrum heeft een oppervlakte van {\displaystyle 4\pi \,r^{2}}. Indien op dit oppervlak een kleine toename van de afstand dr wordt beschouwd ontstaat een volume (oppervlakte x hoogte) van {\displaystyle 4\pi \,r^{2}dr}. Door dit volume ten slotte te vermenigvuldigen met de dichtheid op afstand r bekomt men de massatoename, indien men vanop afstand r een kleine stap dr naar buiten zet:
{\displaystyle dM(r)\,=\,4\pi \,r^{2}\,\rho (r)\,dr}

### Polytroop relatie
Deze vervangt de gewone gaswet waarin ook de temperatuur voorkomt, door een relatie op te leggen die enkel de druk en de dichtheid bevat. Deze vereenvoudiging maakt het stermodel wiskundig veel minder ingewikkeld, omdat de mechanische variabelen (druk, dichtheid, massa) volledig ontkoppeld zijn van de thermodynamische (temperatuur, energieproductie). De vereenvoudiging is dermate dat voor bepaalde gevallen zelfs een analytische oplossing kan gevonden worden. Dit verklaart het gebruik van polytroopmodellen in de tijd vooraleer computers krachtig genoeg waren om modellen numeriek te berekenen.
De polytrooprelatie is:
{\displaystyle P(r)\,=\,K\,[\rho (r)]^{\gamma }}
met {\displaystyle \gamma } en K vrije parameters. De eerste van deze twee wordt geherdefinieerd als:
{\displaystyle \gamma \,=\,{\frac {n+1}{n}}}
met n de polytroopindex, een positief getal.

## De Lane-Emdenvergelijking

### De vergelijking
Een gedetailleerde afleiding van de Lane-Emdenvergelijking is bijvoorbeeld te vinden op:. De polytroopindex laat toe aparte uitdrukkingen voor druk en dichtheid te definiëren in functie van een nieuwe hulpfunctie {\displaystyle \theta }:
{\displaystyle \rho \,=\rho _{c}\,\theta ^{n}}
en
{\displaystyle P\,=P_{c}\,\theta ^{n+1}}
met {\displaystyle \rho _{c}} en {\displaystyle P_{c}} de centrale dichtheid en druk.
De hulpfunctie {\displaystyle \theta } is zo dimensieloos en heeft daarenboven de waarde 1 in het stercentrum, terwijl haar afgeleide daar nul is. In plaats van de werkelijke afstandvariabele r wordt verder als onafhankelijke variabele een dimensieloze variabele {\displaystyle \xi } gebruikt
{\displaystyle \xi \,=\,{\frac {r}{R_{o}}}}
waarbij:
{\displaystyle R_{o}\,=\,{\sqrt {\frac {(n+1)\,P_{c}}{4\pi \,G\,\rho _{c}^{2}}}}}
De vergelijkingen van de drie fysische principes kunnen dan worden gecombineerd tot de Lane-Emdenvergelijking:
{\displaystyle {\frac {d^{2}\theta }{d\xi ^{2}}}\,=\,-\,{\frac {2}{\xi }}\,{\frac {d\theta }{d\xi }}\,-\,\theta ^{n}\,=\,0}
met beginvoorwaarden:
{\displaystyle \theta (0)\,=\,1}
{\displaystyle {\frac {d\theta }{d\xi }}(0)\,=\,0}

### Oplossingen

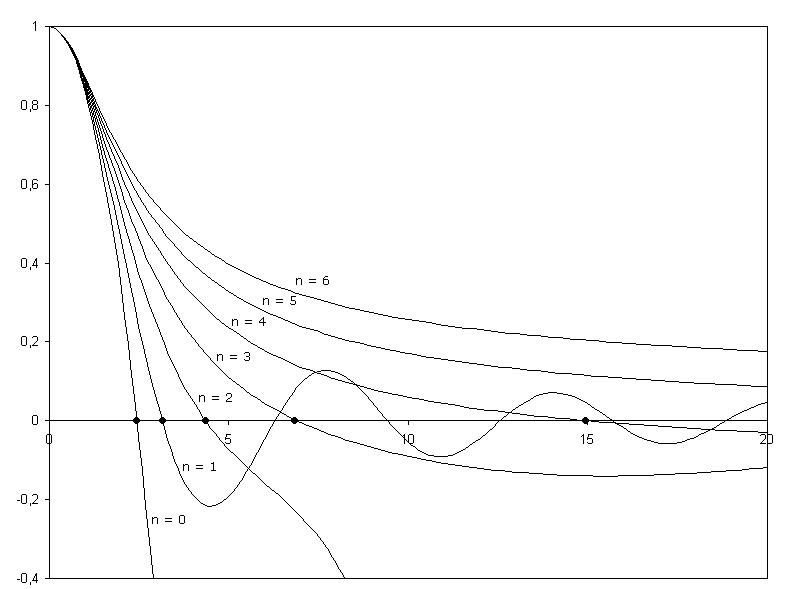
Oplossingen van de Lane-Emdenvergelijking voor n = 0, 1, 2, 3, 4, 5, 6.

Voor bepaalde waarden van de polytroopindex n, namelijk 0, 1 en 5, kan deze vergelijking exact worden opgelost.
{\displaystyle n=0\,:\,\theta _{0}(\xi )\,=\,1\,-\,{\frac {\xi ^{2}}{6}}}
{\displaystyle n=1\,:\,\theta _{1}(\xi )\,={\frac {sin(\xi )}{\xi }}}
{\displaystyle n=5\,:\,\theta _{5}(\xi )\,={\frac {1}{\sqrt {1+\xi ^{2}/3}}}}
Voor andere waarden van de polytroopindex dient de Lane-Emdenvergelijking numeriek te worden opgelost. Dit kan gebeuren met de bekende methoden zoals de Runge-Kuttamethode. Dat deze methoden enkel voor eerste orde differentiaalvergelijkingen bedoeld zijn is geen probleem, omdat een tweede orde vergelijking kan worden omgezet in twee gekoppelde eerste orde vergelijkingen, door de afgeleide van de hulpfunctie {\displaystyle \theta } als een aparte variabele {\displaystyle \eta } te beschouwen. De Lane-Emdenvergelijking wordt dus omgezet in:
{\displaystyle {\frac {d\theta }{d\xi }}\,=\,\eta }
{\displaystyle {\frac {d\eta }{d\xi }}\,=\,-\,{\frac {2}{\xi }}\,\eta \,-\,\theta ^{n}}
Daarbij dient wel de eerste stap vanuit het centrum via een Taylorbenadering te worden uitgevoerd wegens de factor {\displaystyle \xi } in de noemer bij de term met de eerste afgeleide. In de omgeving van de oorsprong kan men benaderen:
{\displaystyle \theta (\xi )\,=\,1\,-\,{\frac {\xi ^{2}}{6}}\,+\,{\frac {n}{120}}\,\xi ^{4}}
{\displaystyle {\frac {d\eta }{d\xi }}\,=\,-\,{\frac {\xi }{3}}\,+\,{\frac {n}{30}}\,\xi ^{4}}
De numerieke integratie stopt wanneer de hulpfunctie {\displaystyle \theta (\xi )} negatief geworden is. Dan heeft men de rand van de ster overschreden. De werkelijke straal R van de ster kan dan tussen de twee laatste waarden geïnterpoleerd worden als het punt waar de hulpfunctie nul is. Voor polytroopwaarden n kleiner dan 5 bereikt de hulpfunctie een nulpunt op een eindige waarde van de variabele {\displaystyle \xi }. Voor n = 5 ligt dit nulpunt op oneindig. Voor polytroopwaarden boven n = 5 divergeert de oplossing.

### Verband met de reële fysische variabelen
Het verband met de afstand r, de druk P(r) en de dichtheid {\displaystyle \rho (r)} is gegeven door:
{\displaystyle r\,=R_{o}\,\xi }
{\displaystyle P(r)\,=\,P_{c}\,\theta ^{n+1}}
{\displaystyle \rho (r)\,=\,\rho _{c}\,\theta ^{n}}
De massatoename kan bij elke stap worden benaderd als:
{\displaystyle dM(r)\,=\,4\pi \,r_{i+1/2}^{2}\,\rho _{i+1/2}dr}
waarbij dus voor de afstand r en de dichtheid {\displaystyle \rho } de waarden halfweg de stap dr worden genomen.

## Toepassingen
De polytroopindex is voor de Lane-Emdenvergelijking de enige vrije parameter. Diverse mogelijke keuzes kunnen gemaakt worden om bepaalde fysische situaties te benaderen:
- n = 1,5: volledig convectieve ster, maar ook witte dwerg met niet-relativistische elektronendegeneratie
- n = 3 : ster in stralingsevenwicht, maar ook witte dwerg met relativistische elektronendegeneratie
- n = 5 : benadering van de sterdichtheid in een bolvormige sterrenhoop.

Reële sterren zijn echter niet volledig convectief of volledig in stralingsevenwicht. Een ster zoals de zon is grotendeels in stralingsevenwicht maar heeft een dunne convectieve zone onder het oppervlak. Zware sterren hebben dan weer een grote convectieve kern die tot meer dan de helft van de totale massa kan uitmaken, met daarrond een radiatieve zone. Het is mogelijk dergelijke sterren te modelleren door in het stercentrum te beginnen met een convectieve polytroopindex n = 1,5 en dan de ster naar buiten toe verder te berekenen. Indien men ook de temperatuur berekent uit de gaswet, kan bij elke stap getest worden of de materie nog convectief is. Zodra dit niet meer het geval is kan worden verder gerekend met een radiatieve index n = 3. Dit vereist wel bijkomende natuurkundige principes omdat kennis van de temperatuur nu nodig is om de aanwezigheid van convectie te testen, en ook bijkomende wiskundige kunstgrepen om de twee zones naadloos op elkaar te doen aansluiten. Zo'n model noemt men een samengestelde polytroop. Voor een gedetailleerde en concrete behandeling zie de onderstaande referentie Hellings.
Polytropen worden heden ten dage niet meer als stermodel gebruikt, gezien de rekenmogelijkheden van hedendaagse computers de berekening van volwaardige stermodellen mogelijk maken.